# つくば栄養医療調理製菓専門学校
つくば栄養医療調理製菓専門学校（つくばえいよういりょうちょうりせいかせんもんがっこう）とは、茨城県牛久市に所在する専修学校である。救急救命学科、栄養士学科、製菓製パン学科、調理師学科、専門調理師学科を有する。